# 中国共产党洞口县委员会
中国共产党洞口县委员会（简称中共洞口县委）是中国共产党在湖南省邵阳市洞口县的领导机关。

## 沿革
1951年，湖南省人民政府把武冈县和洞口县分割单独设置成县，1951年9月30日“武冈雪峰办事处”、“中共雪峰县委会”成立，12月13日更名为“武冈县洞口办事处”，1952年4月1日正式建立洞口县。

## 反腐败工作
2021年6月4日，艾方毅涉嫌严重违纪违法，主动投案，接受湖南省纪委湖南省监察委员会纪律审查和监察调查。

## 职责
根据《中国共产党地方委员会工作条例》，中国共产党地方委员会主要实行政治、思想和组织领导，承担下列职能：
1. 对本地区重大问题作出决策。
2. 通过法定程序使党组织的主张成为地方性法规、地方政府规章或者其他政令。
3. 加强对本地区宣传思想文化工作的领导，牢牢掌握意识形态工作领导权、话语权。
4. 按照干部管理权限任免和管理干部，向地方国家机关、政协组织、人民团体、国有企事业单位等推荐重要干部。
5. 支持和保证人大、政府、政协、法院、检察院、人民团体等依法依章程独立负责、协调一致地开展工作，发挥这些组织中党组的领导核心作用。
6. 加强对本地区群团工作和统一战线工作的领导。
7. 动员、组织所属党组织和广大党员，团结带领群众实现党的目标任务。

## 历任书记
| 姓名   | 就任日期   | 卸任日期   | 备注                       |
| ------ | ---------- | ---------- | -------------------------- |
| 李长牧 | 1951年11月 | 1952年8月  | [ 1 ]                      |
| 李先明 | 1952年8月  | 1953年4月  | [ 1 ]                      |
| 宋运良 | 1953年4月  | 1955年2月  | [ 1 ]                      |
| 于敏   | 1955年2月  | 1956年5月  | [ 1 ]                      |
| 丁锡祥 | 1956年5月  | 1958年4月  | [ 1 ]                      |
| 李先明 | 1958年2月  | 1960年5月  | 第一书记                   |
| 初增科 | 1960年5月  | 1963年3月  | 第一书记                   |
| 初增科 | 1963年3月  | 1969年4月  | [ 1 ]                      |
| 吴振东 | 1969年4月  | 1970年1月  | 中共洞口县核心领导小组组长 |
| 刘贵臣 | 1970年1月  | 1970年12月 | 中共洞口县核心领导小组组长 |
| 谢文博 | 1970年12月 | 1971年9月  | [ 1 ]                      |
| 李荣中 | 1971年9月  | 1982年3月  | [ 1 ]                      |
| 王道钦 | 1982年3月  | 1985年4月  | [ 1 ]                      |
| 孙在田 | 1985年5月  | 1991年11月 | [ 1 ]                      |
| 李本泳 | 1994年11月 | 1995年11月 |                            |
| 王若波 | 1997年6月  | 2000年6月  |                            |
| 周吉平 | 2000年6月  | 2003年1月  |                            |
| 赵青云 | 2003年3月  | 2008年4月  |                            |
| 黎仁寅 | 2008年4月  | 2012年4月  | [ 4 ]                      |
| 艾方毅 | 2012年4月  | 2021年4月  | [ 2 ]                      |
| 吴韬   | 2021年4月  |            | [ 5 ]                      |

## 历届党代会
- 1956年5月，第一次党员代表大会[1]
- 1959年3月，第二次党员代表大会[1]
- 1970年12月，第三次党员代表大会[1]
- 1977年12月，第四次党员代表大会[1]
- 1985年5月，第五次党员代表大会[1]